# Amstel Gold Race 1985
La 20e édition de la course cycliste, l'Amstel Gold Race a eu lieu le 27 avril 1985 et a été remportée par le Néerlandais Gerrie Knetemann.

## Classement final
| Pos. | Coureur            | Pays      | Équipe                                | Temps           |
| ---- | ------------------ | --------- | ------------------------------------- | --------------- |
| 1    | Gerrie Knetemann   | Pays-Bas  | Skil-Sem-KAS-Miko                     | 6 h 27 min 45 s |
| 2    | Jef Lieckens       | Belgique  | Lotto-Merckx-Campagnolo-Vermarc Sport | + 32 s          |
| 3    | Johnny Broers      | Pays-Bas  | Skala-Gazelle                         | + 32 s          |
| 4    | Patrick Versluys   | Belgique  | Hitachi-Splendor-Sunair-Marc          | + 59 s          |
| 5    | Phil Anderson      | Australie | Panasonic-Raleigh                     | + 1 min 22 s    |
| 6    | Nico Verhoeven     | Pays-Bas  | Skala-Gazelle                         | + 1 min 22 s    |
| 7    | Ludo Peeters       | Belgique  | Kwantum-Decosol-Yoko                  | + 1 min 22 s    |
| 8    | Claude Criquielion | Belgique  | Hitachi-Splendor-Sunair-Marc          | + 2 min 46 s    |
| 9    | Johan Lammerts     | Pays-Bas  | Panasonic-Raleigh                     | + 2 min 46 s    |
| 10   | Marc Sergeant      | Belgique  | Lotto-Merckx-Campagnolo-Vermarc Sport | + 4 min 04 s    |